# Ельники (Тверская область)
Ельники (карел. Jel’nikova) — деревня в Борковском сельском поселении Бежецкого района Тверской области России.

## География
Расположена вдоль автомобильной дороги южнее деревни Ситьково, с которой связана этой дорогой. Севернее Ельников протекает ручей Сгоща, впадающий в реку Уйвешь.

## Население
| 2008 | 2010 |
| ---- | ---- |
| 12   | ↘1   |